# Geneviève Thiroux d'Arconville
Marie-Geneviève-Charlotte Thiroux d’Arconville (17. října 1720, Paříž – 23. prosince 1805, Paříž) byla francouzská překladatelka a spisovatelka knih o chemii, anatomii i historii. Mezi její dílo patří esej o hnití, biografie evropských vladařů či esej o moralitě a přátelství.

## Život
Marie-Geneviève-Charlotte byla dcerou Françoise Gaudicher a Guillaume Darluse, bohatého výběrce daní. O matku přišla ve čtyřech letech a její výchova spočívala v domácích pracích. Ve čtrnácti letech se provdala za Louise Lazareho Thirue d’Arconvilla, člena pařížského parlamentu. Do sňatku přinesla věno o 350 000 francouzských librách  Měli spolu tři syny, nejstarší se stal generálporučíkem francouzské policie a dva mladší byli v armádě.
Vzdělávala se v Jardin du roi na veřejných lekcí anatomie a chemie a také pořádala setkání pro známé vědce té doby jako byli Antoine Lavoisier či Jacques Turgot. Ve dvaadvaceti či ve třiadvaceti letech chytla neštovice, po kterých zůstala zjizvená. Tehdy se začala stranit společnosti a věnovala se soukromé výuce a experimentům chemickým i botanickým. Také blízko svého venkovského domu v Meudon založila charitativní instituci.

## Výzkum
Ve svých laboratořích ve Francii a v Meudonu se věnovala pokusům týkajících se pryskyřice, gumy a hlavně hnití. Během deseti let (1754–1764) podnikla tři sta experimentů o lidské žluči a konzervování masa pomocí dvaatřiceti konzervačních látek včetně minerálních kyselin a zásad. Pro každé pozorování stupně rozkladu si zaznamenala proměnné jako byly čas, teplota a počasí. Záznamy nakonec publikovala v deseti tabulkách seřazených podle efektivnosti použitých konzervačních látek.

## Dílo
Překládala z angličtiny a uměla i italsky. V roce 1756 publikovala svoji první práci, francouzský překlad anglického textu o moralitě Advice from a Father to His Daughter lorda Halifaxe. Poté v roce 1759 přeložila a publikovala Lessons in Chemistry Petera Shawa. V předmluvě této knihy Shawa kritizuje a prezentuje své vědecké teorie.
Ve spolupráci s Jeanem Josephem Sueem publikovala Anatomy of the Human Bones and Nerves Alexandera Monroa. Do poznámek pod čarou a do předmluvy vložila některé své poznatky a také ke knize přiložila ilustrace. Jednou z těchto ilustrací je první rytina ženské kostry. Ta měla menší žeberní koš z používání korzetů a menší poměr hlavy k tělu. Dalším překladem bylo opět Monroovo dílo Treatise on Osteology a poté v roce 1766 její vlastní text o hnití Essai pour server à l’histoire de la putrefaction. Jde o studium dekompozice organických materiálů, která buduje na práci sira Johna Pringleho.
Během let 1767 a 1783 se zajímala o novely a historické biografie. Napsala i jednu o Marii Medicejské Vie de Marie de Médicis, princesse de Toscane, reine de France et de Navarre v roce 1774. Po smrti svého blízkého přítel v roce 1783 přestala díla publikovat a začala psát pro radost. Ke konci svého života psala paměti. Ty byly považovány za ztracené během Velké francouzské revoluce, ale dvanáct needitovaných a nepublikovaných svazků memoáru se našlo.
Svá díla publikovala anonymně. Všechna vyšla ve sborníku v roce 1775 o sedmi svazcích Mélange de literature, de morale et de physique.
Její díla se často měla za díla prominentních mužů – eseje o moralitě byly přiřazovány Denisu Diderotovi a její překlady vědeckých textů Jeanu Josephu Sueovi.